# Weißdorne
Die Weißdorne (Crataegus) sind eine Pflanzengattung der Kernobstgewächse (Pyrinae) innerhalb der Familie der Rosengewächse (Rosaceae). In den gemäßigten Klimazonen der Nordhalbkugel gibt es 200 bis 300 Arten. Der Verbreitungsschwerpunkt liegt in Nordamerika, insbesondere im östlichen Teil. In Europa werden etwa 22 Arten unterschieden, in Deutschland drei (plus einige Hybridsippen zwischen diesen), deren Unterschiede nur von Fachleuten wahrgenommen werden. Da die Arten innerhalb der einzelnen Regionen leicht miteinander bastardieren, ist eine sichere Bestimmung schwierig.

## Namensgebung
Der deutsche Trivialname Weißdorn (bzw. lateinisch spina alba) weist entweder auf die weißen Blüten des besonders im Freistand üppig blühenden Strauchs und die vorhandenen Sprossdornen oder auf die helle Rinde im Gegensatz zur Schwarzdorn genannten Schlehe hin.
Der botanische Name Crataegus geht zurück auf griechisch κράταιγος (krataigos). Mit diesem Namen bezeichnete der Naturphilosoph Theophrast eine Strauchart mit essbaren Früchten, die am Berg Ida in Kleinasien wuchs. Welche botanische Art mit diesem Namen gemeint war, ist aus dem Text nicht mehr zu klären, es handelte sich aber vermutlich um eine Weißdornart mit essbaren Früchten, zum Beispiel den Azaroldorn (Crataegus azarolus), möglicherweise aber auch um die Mispel. Das altgriechische krataiós bedeutet „stark“ oder „fest“ und bezieht sich auf das harte Holz dieser Pflanze.
Neben der zum wissenschaftlichen Standard gewordenen Bezeichnung Weißdorn gibt es landläufig eine Vielzahl von anderen deutschen Namen wie Hagedorn (von mittelhochdeutsch hagendorn bzw. hagdorn), Heckendorn, Weißheckdorn; regional auch Christdorn, Hagapfel, Hagäpfli, Heinzelmännerchen, Mehlbeerbaum, Mehlbeere (nicht zu verwechseln mit den eigentlichen Mehlbeeren (Sorbus spec.)), Mehldorn, Mehlkübeli, Mehlfässel, Mehlfässl, Mehlfässchen, Mehlwieken, Wibelken, Wubbelken, Wyßdorn, Zaundorn. Alle diese Namen beziehen sich auf die einheimischen Arten. Hag leitet sich dabei etymologisch von Hag (einem von Hecken umstandenen Gelände) ab.
Rotblühende Exemplare werden landläufig – besonders im Gartenbau – auch Rotdorn genannt. Man begegnet ihnen in letzter Zeit seltener, auch weil sie teils von Feuerbrand befallen wurden.

## Beschreibung
Als Gattung sind Weißdorne vergleichsweise einheitlich und einfach zu bestimmen. Weißdorne finden sich in den gemäßigten Klimazonen der Nordhalbkugel in Wäldern und Gebüschen, kultiviert auch in Parks und Gärten.
Die einzelnen Arten sind schwer zu unterscheiden, da sie sich zum einen in viele Unterarten und Varietäten aufspalten (Sippenbildung), zwischen denen es wiederum Übergangsformen gibt, und zum anderen sämtliche Arten – zumindest innerhalb der einzelnen Regionen – leicht und oft miteinander bastardieren. Je nach Zählung kann sich so die in Beschreibungen der Gattung angegebene Zahl der Arten bis auf ein Mehrfaches des oben angegebenen Zahlenbereichs von 200 bis 300 steigern.

### Vegetative Merkmale

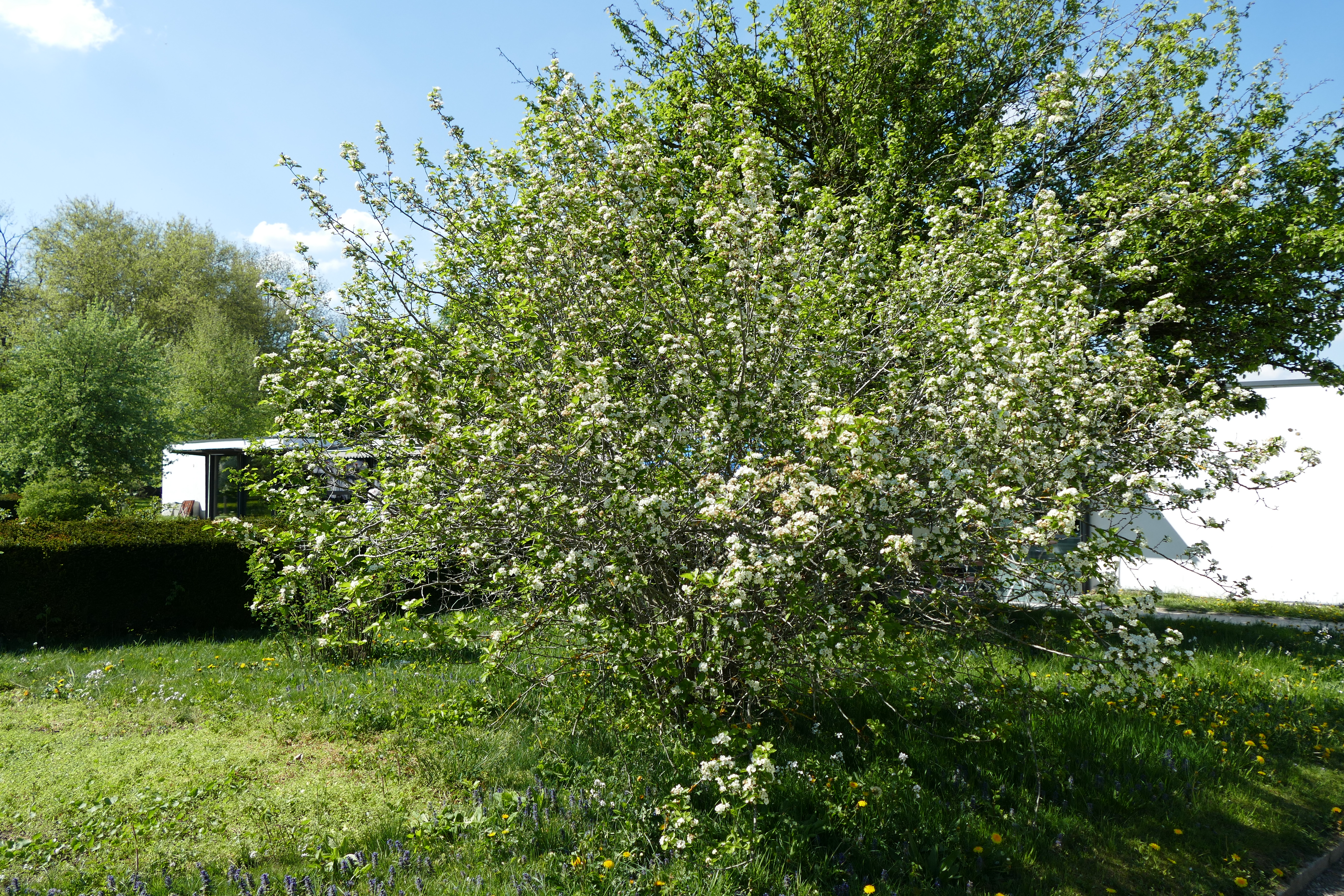
Fächerblatt-Weißdorn (Crataegus flabellata) im botanischen Garten in München

Weißdorn-Arten sind meist sommergrüne, selten immergrüne Sträucher oder kleine Bäume. Sie sind oft dicht verzweigt. Sie sind meist dornig, selten ohne Dornen. Ihre Rinde ist glatt, grün-braun bis dunkelbraun und im Alter schuppig-rissig. Die Stämme alter Bäume sind oft spannrückig, längswülstig und tief gefurcht. Ihr Holz ist hart und schwer. Die Knospen sind eiförmig oder fast kugelig.
Die wechselständig angeordneten Laubblätter sind in Blattstiel und Blattspreite gegliedert. Die Blattspreite ist einfach. Die Blattränder sind häufig auffällig gesägt, tief eingeschnitten oder gebuchtet, gelappt, selten glatt. Es sind Nebenblätter vorhanden.

### Generative Merkmale

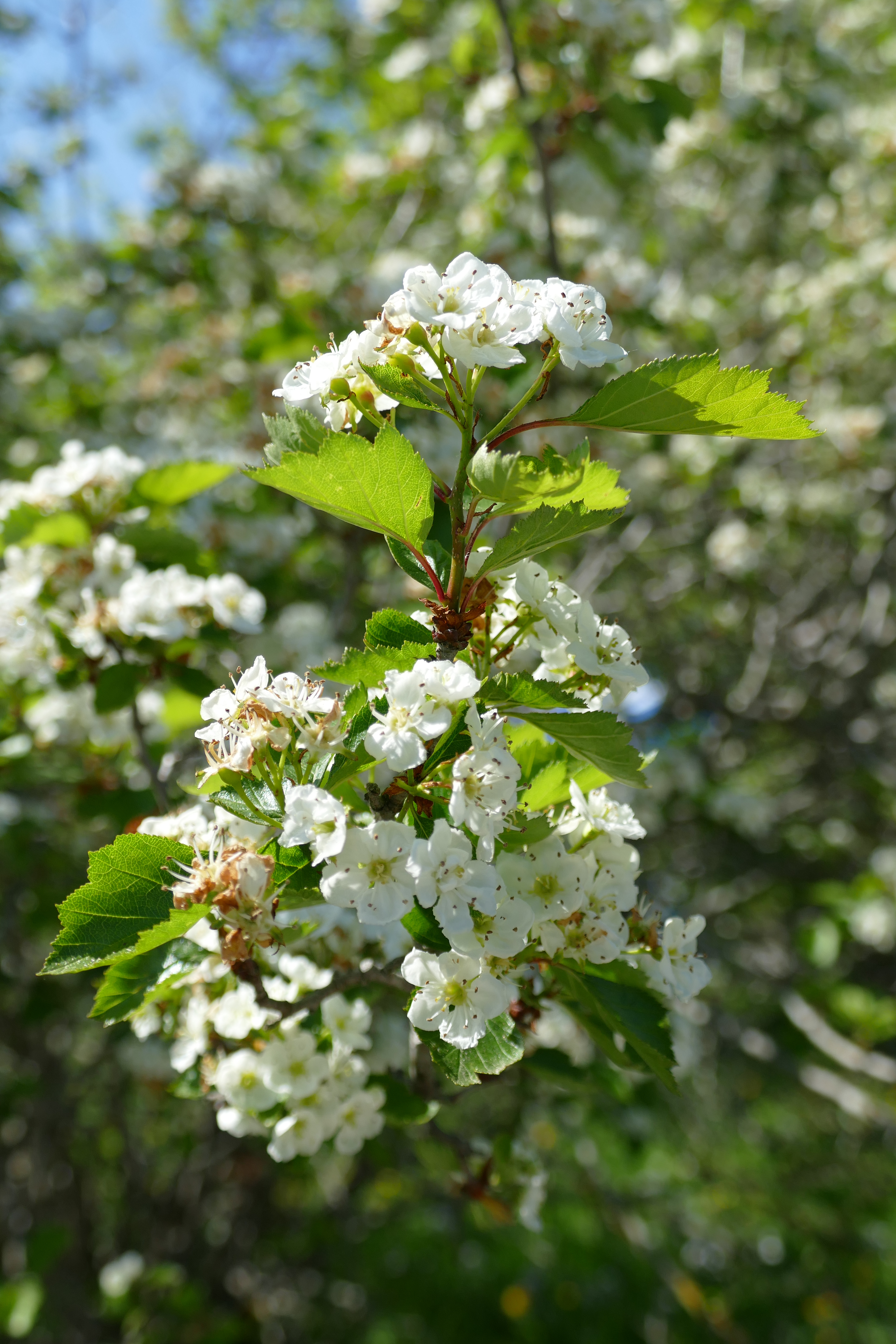
Blüten des Fächerblatt-Weißdorns (Crataegus flabellata)

Die Blüten stehen in schirmrispigen Blütenständen zusammen, selten stehen die Blüten einzeln. Die zwittrigen Blüten sind radiärsymmetrisch und fünfzählig mit doppelter Blütenhülle. Die Blütenkronen weisen einen Durchmesser von 0,7 bis 2,5 Zentimetern auf. Die fünf auffälligen Kronblätter sind weiß, seltener rosafarben oder rot.
Die manchmal „Beeren“ genannten, relativ kleinen Apfelfrüchte sind 0,7 bis 2,0 Zentimeter groß und normalerweise rot oder orangefarben, bei einigen Arten blau, schwarz oder gelb. Sie enthalten einen bis fünf aneinandergeballte Steinkerne. Ihr „Fruchtfleisch“ ist meist trocken und mehlig, nur bei wenigen Arten auch saftig.

## Systematik
In der externen systematischen Einordnung der Gattung Weißdorn ist die Zuordnung zur Unterfamilie und zur Tribus unumstritten. Nach morphologischen und molekularen Ergebnissen eng verwandt ist die Mispel (Mespilus germanica). Die monotypische Gattung Mespilus (eine vermutete zweite Art, Crataemespilus × canescens (ursprünglich Mespilus canescens) genannt, erwies sich als Hybrid aus eingeführten europäischen Mispeln und einer nordamerikanischen Weißdornart) wird sogar oft in die Gattung Crataegus mit einbezogen; dies ist aber umstritten. Folgt man der Auffassung, wäre die Mispel eine weitere Weißdornart, dann Crataegus germanica (L.) K.Koch, in der (monotypischen) Sektion Mespilus. Nächstverwandt zur Gattung der Weißdorne im weiteren Sinne ist, nach molekularen Daten, die morphologisch stark abweichende Gattung Amelanchier (Felsenbirnen) (inkl. zwei kleine, nahe verwandte Gattungen).
Als schwierig hat sich dagegen die innere systematische Aufteilung der Gattung erwiesen, was in den 1940er Jahren W. H. Camp zur Schöpfung des Begriffs „Crataegus-Problem“ veranlasste.

### Das Crataegus-Problem
Die verschiedenen Pflanzengattungen haben unterschiedliche Neigungen, sich zu kreuzen. Ausgeprägt ist diese Neigung bei vielen Gattungen der Rosenartigen und bei diesen wiederum besonders beim Weißdorn. Unterschiedliche Weißdornarten, die miteinander in Kontakt kommen, kreuzen sich auch ohne menschliche Nachhilfe leicht; das trifft auch für Arten aus weit voneinander entfernten Regionen zu.
Aus einer Kreuzung hervorgegangene Weißdornexemplare sind häufig polyploid statt diploid. So finden sich beispielsweise in Mitteleuropa von allen sechs im entsprechenden Abschnitt beschriebenen Arten diploide Exemplare; Funde von polyploiden Exemplaren sind für Crataegus macrocarpa Hegetschw., Crataegus monogyna Jacq., Crataegus rhipidophylla Gand. und Crataegus subsphaericea Gand. beschrieben. Polyploide Weißdorne wiederum pflanzen sich häufig apomiktisch durch Agamospermie fort, so dass alle Nachkommen genetisch identische Klone der Mutterpflanze sind.
Bei der Benennung von Arten führt das zu einer Vielzahl von Problemen. So können sich als eigenständig angesehene Arten zum Beispiel als einzelne Kreuzungsexemplare erweisen oder als Klon-Populationen oder als Varianten einer anderen Art, die durch Einkreuzung und anschließende Selektierung erworbene artfremde Merkmale besitzt. Eine Überprüfung ist häufig schwierig. Einzelne Kreuzungsexemplare lassen sich durch Vermehrung und damit verbunden für gefestigte Arten nicht zu erwartende Merkmalsaufspaltung entlarven; seriöse Botaniker beschreiben mittlerweile auch keine neuen Arten nur anhand von Einzelnachweisen. Für Klon-Populationen und für gefestigte, durch Merkmals-Einkreuzung entstandene Unterarten sind diese Methoden nicht geeignet. Beide Varianten pflanzen sich merkmalsrein fort und beide bilden oft größere Populationen. Ein Hinweis kann die begrenzte Verbreitung einer Population sein (so genannte Mikroarten), das ist jedoch weder als Ausschluss- noch als Einschlusskriterium eindeutig: Zum einen kann auch eine eigenständige Art nur begrenzt verbreitet sein, zum anderen werden beispielsweise in Nordamerika Klon-Stämme des Crataegus crus-galli L. mit großem Verbreitungsgebiet beschrieben.
Diese Umstände führen zu großen Unsicherheiten sowohl bei der Unterteilung der Gattung in Sektionen als auch bei der Bestimmung von Arten. Bis etwa 1920 neigten die Botaniker dazu, Zweifelsfälle als eigenständige Arten zu beschreiben. Mit dem Auftauchen von Hinweisen auf Hybridisierung und Polyploidie setzte dann ein Umdenken ein, das zu einer Überprüfung und starken Reduzierung der akzeptierten Arten führte. Die Ergebnisse sind nach wie vor stark umstritten. Am häufigsten finden sich nun Artenzahlen von um die 200; die Bandbreite der angegebenen Artenzahl reicht jedoch von 100 bis 1000. Verbesserte Ergebnisse dürften nun hauptsächlich noch durch genetische Vergleiche erreicht werden.

### Phylogenie und Taxonomie

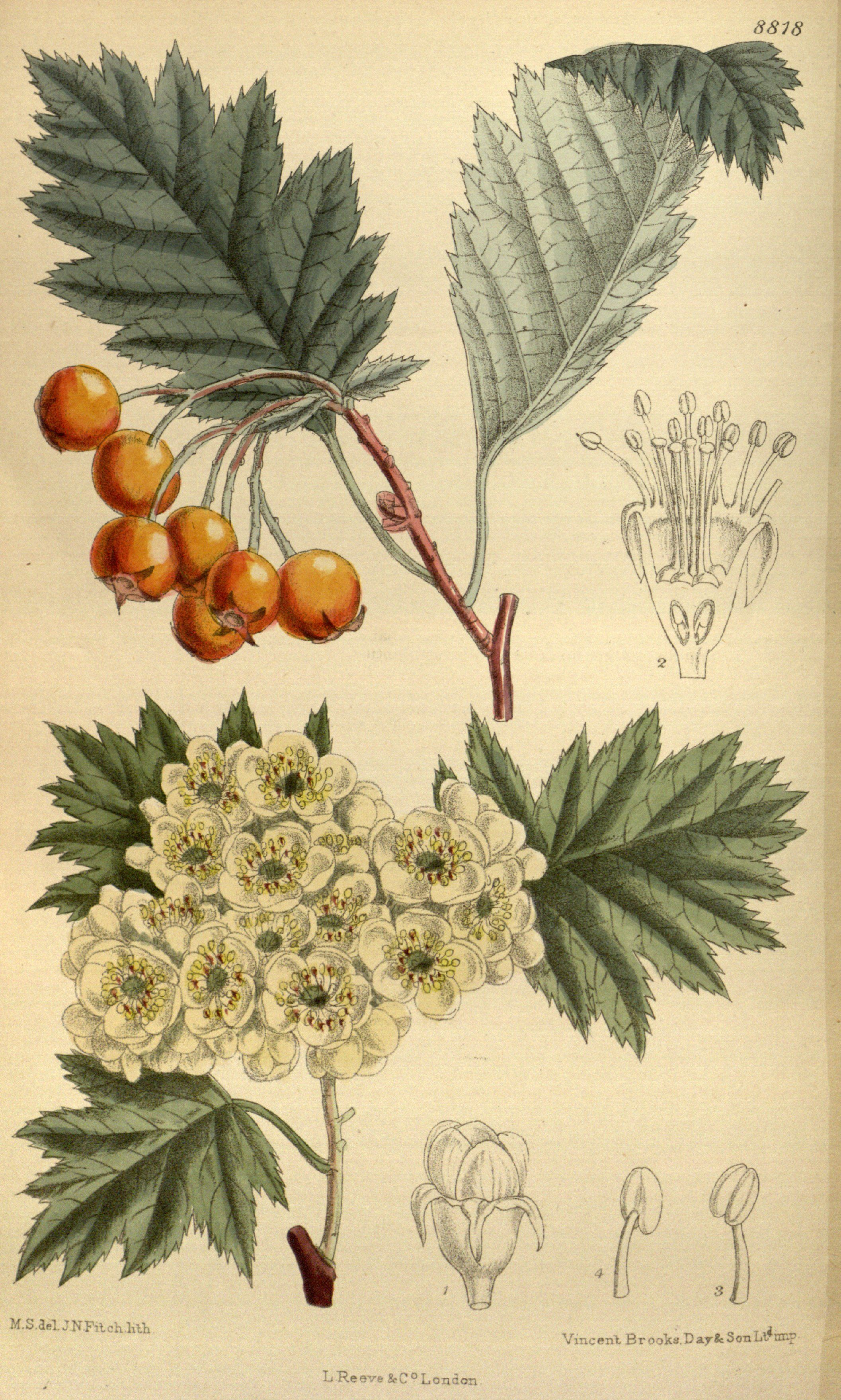
Crataegus wattiana kommt in Pakistan vor

Typusart der Gattung Crataegus ist Crataegus oxyacantha L. Dies ist ein problematischer Name, der von verschiedenen Autoren im Lauf der Zeit unterschiedlich aufgefasst worden ist. Untersuchungen anhand des Typmaterials im Herbarium Linnés haben ergeben, dass es sich um eine Pflanze handelt, die später als Crataegus calycina subsp. curvisepala (heute: Crataegus rhipidophylla) erneut beschrieben worden ist (nicht, wie vorher lange geglaubt, Crataegus laevigata). Der Name Crataegus oxyacantha wurde aufgrund dieser Unklarheiten von der ICBN unterdrückt (nomen utique rejiciendum, nom.rejic.), er bezeichnet seither keine Art mehr.
In der traditionellen Taxonomie wird die Gattung Weißdorn in ungefähr 15 Sektionen und diese wiederum in eine Vielzahl von Serien unterteilt. Die Abgrenzung der Sektionen und Serien ist dabei seit langem umstritten und nicht abschließend geklärt. Ältere Systeme wie das noch länger verwendete von Phipps und Kollegen 1988 sind dabei heute überholt und nur noch von wissenshistorischem Interesse, sie unterschied 15 Sektionen mit 40 Serien. Grundlage der modernen Gliederung ist das darauf aufbauende System von Phipps und Kollegen 2003. Demnach kommen 4 Sektionen mit gut 60 Arten in der Alten Welt vor, während in der Neuen Welt 11 Sektionen mit deutlich mehr als 100 Arten leben. Diese Gliederung wurde zu großen Teilen bei phylogenomischen Untersuchungen (anhand des Vergleichs homologer DNA-Sequenzen) bestätigt. Als problematisch erwies sich allerdings die Gliederung der Artengruppen aus dem östlichen Nordamerika, die trotz substantieller morphologischer Unterschiede genetisch alle nahe verwandt sind. Dafür sind verschiedene Gründe denkbar, am wahrscheinlichsten ist aber eine lange zurückreichende, umfangreiche Hybridisierung von Arten verschiedener Sektionen untereinander. Für wenige stark abweichende Arten mit unklarer Zuordnung könne eine Entstehung durch erst kurz zurückliegende Hybridisierung amerikanischer Arten mit eingeführten europäischen Weißdornen wahrscheinlich gemacht werden.
Die im Folgenden dargestellte Gliederung in Sektionen, die auf den genannten Quellen aufbaut, ist nicht gesichert, es kann an einigen Stellen in den kommenden Jahren noch Veränderungen geben. Die Gliederung in der Flora of North America (durch James B. Phipps) ist vergleichbar. Alle europäischen Arten gehören dabei der Sektion Crataegus an:
- Sektion Mespilus (L.) T.A.Dickinson & E.Y.Y.Lo: Sie ist monotypisch, einzige Art die Mispel. Sie kommt vor im Kaukasus, Kleinasien und Südosteuropa. Alternativ wird sie als eigene Gattung Mespilus aufgefasst.
- Sektion Brevispinae (Beadle) C.K.Schneid.: Sie ist monotypisch, einzige Art Crataegus brachyacantha. Östliches Nordamerika (Louisiana). (Zugehörigkeit einiger weiterer Arten ist umstritten).
- Sektion Hupehenses J.B.Phipps: Sie ist monotypisch, einzige Art Crataegus hupehensis. Ostasien (China). Nach den genetischen Daten möglicherweise zur Sektion Crataegus gehörig.
- Sektion Cuneatae C.K.Schneid.: Sie ist monotypisch, einzige Art Crataegus cuneata. Ostasien (Japan, China). Bisher nicht genetisch getestet.
- Sektion Crataegus. Eurasien und Nordamerika (Series Apiifoliae (Loudon) Rehder)
- Sektion Sanguineae (Zabel ex Rehder) C.K.Schneid. Ostasien
- Sektion Douglasianae C.K.Schneid. (Syn.: Douglasiae). Westliches Nordamerika. Arten mit schwarz gefärbten Früchten.
- Sektion Macracanthae Loudon. Östliches Nordamerika. Die Serie Anomalae (Sarg. ex Eggl.) Rehder umfasst (vermutlich) Arten, die als Hybride mit Arten aus anderen Sektionen entstanden sind.
- Sektion Coccineae Loudon. Östliches Nordamerika. Die artenreichste Klade.

Die Zusammenfassung aller nordamerikanischen Arten in einer gemeinsamen Sektion oder Untergattung Americanae wird heute in dieser Form nicht mehr vertreten. Allerdings verwenden einige Taxonomen diesen Namen weiter, um die untereinander vermutlich näher verwandten Sektionen des östlichen Nordamerika, der bisherigen umstrittenen Sektionen Coccineae und Macracanthae zu vereinen.

## Der Weißdorn in Mitteleuropa

### Mitteleuropäische Arten
In Mitteleuropa sind, je nach Zählung, drei oder sechs Weißdornarten heimisch. Drei Arten waren ursprünglich hier heimisch, aus denen durch Wildstandskreuzung (s. auch Naturhybride) drei weitere Arten entstanden.
Von den drei ursprünglichen Arten sind zwei allgemein bekannt: der Eingriffelige Weißdorn (Crataegus monogyna Jacq.) und der Zweigriffelige Weißdorn (Crataegus laevigata (Poir.) DC.) (Syn.: Crataegus oxyacantha auct.). Fast ausschließlich in der Fachliteratur erwähnt wird der Großkelchige Weißdorn (Crataegus rhipidophylla Gand.) (Syn.: Crataegus rosiformis Janka, Crataegus curvisepala Lindm.). Populärwissenschaftliche Bestimmungsbücher und Lexika beschreiben nur die beiden erstgenannten Arten oder behaupten sogar, es gebe nur zwei Arten in Mitteleuropa.
Ausschließlich in der Fachliteratur erwähnt werden die drei Kreuzungsarten: der Großfrüchtige Weißdorn (Crataegus x macrocarpa Hegetschw.) – entstanden aus dem Großkelchigen und dem Zweigriffeligen Weißdorn –, der Mittlere Weißdorn oder Bastard-Weißdorn (Crataegus x media Bechst.) – entstanden aus dem Eingriffeligen und dem Zweigriffeligen Weißdorn – sowie der Verschiedenzähnige Weißdorn (Crataegus x subsphaericea Gand.) (Syn.: Crataegus kyrtostyla Fingerh.) – entstanden aus dem Eingriffeligen und dem Großkelchigen Weißdorn. Sie können gebietsweise einen großen Teil der Weißdorn-Flora darstellen und – wie die drei erstgenannten Arten – vergleichsweise artenreine Bestände bilden. Bei diesen handelt es sich um stabilisierte Hybridsippen (Hybridarten oder Nothospecies). Da sie sowohl untereinander als auch mit den Ausgangsarten weiter hybridieren, existiert eine kaum fassbare Formenfülle an Übergangsformen, von denen viele eigene Namen erhalten haben. Ihre Taxonomie ist allerdings unsicher und zwischen verschiedenen Botanikern stark umstritten. Viele Botaniker unterscheiden daher nicht mehr diese „Kleinarten“, sondern fassen sie zu vielgestaltigen aggregierten Arten zusammen. So wird aus der Art Crataegus monogyna Jacq. und ihren Unterarten die aggregierte Art Crataegus monogyna Jacq. s. l.
Während die Weißdornarten nur in wenigen deutschen Bundesländern stark gefährdet oder vom Aussterben bedroht sind, ist die Vielfalt des Weißdorns doch gefährdet. Insbesondere im Lauf der 1950er und 1960er Jahre wurden in den ländlichen Regionen ein Großteil der die Felder und Weiden begrenzenden Hecken beseitigt und mit ihnen ein wichtiger Lebensraum des Weißdorns und der darin wohnenden Fauna vernichtet. Im Zug der Ökologiebewegung wurde dieser Trend angehalten und etliche Hecken neu gepflanzt. Bei diesen Neupflanzungen wurde jedoch in der Regel deutschlandweit einheitliche Baumschulware verwendet, dem Gebiet angepasste Ökotypen wurden nicht berücksichtigt. Beim Weißdorn betraf das obendrein nur die Arten Eingriffeliger und Zweigriffeliger Weißdorn, die anderen Arten wurden gar nicht gepflanzt. Seit den 2000er Jahren hat aber auch hier ein Umdenken stattgefunden; es soll nun auf die Anpflanzung aller Arten geachtet und generell nur Pflanzgut verwendet werden, das von gebietstypischen Beständen im gleichen Naturraum gewonnen wurde.
Neben den heimischen Arten finden sich in Mitteleuropa auch wildwachsende Exemplare fremder Arten. So führt beispielsweise die „Liste der wildwachsenden Gefäßpflanzen des Landes Berlin“ den nordamerikanischen Hahnensporn-Weißdorn (Crataegus crus-galli L.) als „in den vergangenen 10 Jahren spontan auftretend, aber weder gegenwärtig noch zu einem vergangenen Zeitpunkt als etabliert nachgewiesen“. Ob sich solche Arten auf Dauer ansiedeln können, bleibt abzuwarten.
| Die mitteleuropäischen Arten - Ursprüngliche Arten: - Eingriffeliger Weißdorn (Crataegus monogyna Jacq.) - Zweigriffeliger Weißdorn (Crataegus laevigata (Poir.) DC.) - Großkelchiger Weißdorn (Crataegus rhipidophylla Gand.) - Crataegus rhipidophylla subsp. rhipidophylla - Crataegus rhipidophylla subsp. lindmanii (Hrabětová) K.I.Chr. (Lindmans Weißdorn) (taxonomisch umstritten) - Hybridarten: - Großfrüchtiger Weißdorn (Crataegus ×macrocarpa Hegetschw.) (Crataegus laevigata × Crataegus rhipidophylla) (syn. Crataegus palmstruchii Lindm.) - Crataegus macrocarpa nothosubsp. macrocarpa - Crataegus macrocarpa nothosubsp. hadensis (Hrabětová) K.I.Chr. (Gekrönter Großfrüchtiger Weißdorn) - Mittlerer Weißdorn, Bastard-Weißdorn (Crataegus ×media Bechst.) (Crataegus monogyna × Crataegus laevigata) - Verschiedenzähniger Weißdorn (Crataegus ×subsphaericea Gand.) (Crataegus monogyna × Crataegus rhipidophylla) - Weitere Kulturkreuzungen sowie fremde, seltene und unbeachtete Arten |

### Beschreibung
Die mitteleuropäischen Weißdornarten sind sich sehr ähnlich: Carl von Linné selbst ging von der Existenz nur einer Art aus, die er Crataegus oxyacantha nannte – ein Artname, der später wegen der unklaren Zuordnung zu einer bestimmten Pflanze vom Internationalen Botanischen Kongress zurückgewiesen wurde. Sie lieben Sonnenlicht, gedeihen aber auch gut im Halbschatten und kommen in Hecken, Gebüschen, lichten Laub- und Kiefernwäldern sowie Gärten und Parks vor. Sie wachsen als Sträucher oder kleine Bäume, können mehrere Meter hoch sowie bis zu 500 Jahre alt werden und sind stets mit bis zu 2,5 cm langen Dornen bewehrt. Ihre Laubblätter sind ei- bis rautenförmig, am Grunde keilförmig, schwach bis tief gebuchtet mit drei bis fünf, seltener bis sieben Lappen und meist auch etwas gesägt. Sie blühen im Mai und im Juni meist weiß, seltener rot; die Blüten sind 0,7–1,5 cm breit und riechen auffällig nach Mäuseurin (Definition des Deutschen Arzneibuchs). Die Apfelfrüchtchen reifen im August und September und bleiben oft bis in den Frühling hinein am Baum. Sie sind rot, fast kugelig, 0,7–1,2 cm lang, enthalten 1 bis 3 Kerne, und schmecken säuerlich-süß; das Fruchtfleisch ist gelb und mehlig. (Zu den Unterschieden zwischen den Arten – siehe in den jeweiligen „Art-Artikeln“, soweit vorhanden.)

## Ökologie
Weißdorne beherbergen 54 Arten von Schmetterlingsraupen.

## Verwendung

### Verwendung von Früchten, Blüten, Blättern und Holz
Viele Früchte der Weißdorne sind roh essbar und schmecken säuerlich-süß, sind allerdings sehr mehlig. Sie können zu Kompott oder Gelee verarbeitet werden und eignen sich dabei zum Mischen mit anderen Früchten, da sie gut gelieren. Gemischt mit anderen Früchten lassen sie sich auch zu vitaminreichem Saft oder Sirup verarbeiten. In Notzeiten wurden die Früchte als Mus gegessen und das getrocknete Fruchtfleisch als Mehlzusatz beim Brotbacken verwendet. Die Kerne dienten als Kaffeeersatz. Die getrockneten Blüten, Blätter und Früchte werden als Tee oder alkoholischer Auszug bei Herz- und Kreislaufstörungen angewendet (siehe Abschnitt: Verwendung in der Medizin (Phytotherapie)). In China werden die Früchte von Crataegus pinnatifida oft zu Süßigkeiten verarbeitet.
Das Holz ist sehr hart und fest (Rohdichte 0,8–0,9 g/cm³) und wurde früher häufig für Werkzeugstiele (z. B. in der Schmiede für die Gesenkhämmer) verwendet, gelegentlich auch für Schnitz- und Drechslerarbeiten.

### Verwendung als Gehölz
In Gärten und Parks sind verschiedene Weißdorne aufgrund ihrer schönen Form und Blätter und wegen des üppigen Blüten- und Fruchtschmucks beliebte Zierpflanzen, die in vielen Kultursorten gezüchtet werden. So gibt es neben einfachen weißblühenden Ein- und Zweigriffeligen Weißdornen auch rotblühende Sorten (Rotdorn), Sorten mit gefüllten Blüten, ebenfalls in weiß (Crataegus laevigata ‚Plena‘) und rot (Crataegus monogyna ‚Karmesina Plena‘, Crataegus laevigata ‚Paul’s Scarlet‘), Sorten mit schmaler, aufrechter Form (Crataegus monogyna ‚Stricta‘) und viele andere. Verwendet wird der Weißdorn sowohl als Solitärpflanze wie als Heckenpflanze. Er ist ein hervorragendes Heckengehölz, das auch strengen Schnitt sehr gut verträgt; dann blüht er allerdings nicht so üppig. Der ökologische Wert des Weißdorns ist sehr hoch; er ist ein bedeutender Nahrungsspender und Lebensraum für zahlreiche Kleintiere. In Mitteleuropa bietet er rund 150 Insektenarten, gut 30 Singvogel-Arten und vielen kleinen Säugetieren eine Lebensgrundlage (zum Vergleich: Eichen (Quercus spec.) ca. 300, Hainbuchen (Carpinus betulus) ca. 30 Insektenarten).
Als Zierpflanzen werden auch gerne asiatische und nordamerikanische Arten verwendet. Sie haben oft größere Früchte und eine bessere Herbstfärbung. Beliebt sind der Hahnensporn-Weißdorn (Crataegus crus-galli L.) mit den längsten Dornen (bis 8 cm) aller Weißdorne und der Scharlach-Weißdorn (Crataegus pedicellata Sarg.) aus Nordamerika. Ihr ökologischer Wert ist allerdings vergleichsweise gering. Allein 32 Vogelarten fressen die Früchte des heimischen eingriffeligen Weißdorns; die Früchte des im Gartenbau oftmals verwendeten nicht heimischen Lederblättrigen Weißdorns, auch „Lavalles Weißdorn“ genannt (Crataegus × lavallei Herincq ex Lavallée), werden dagegen nur von drei Vogelarten gefressen.
In ländlichen Räumen war der Weißdorn (Crataegus monogyna) aufgrund seiner Langlebigkeit, sehr guten Schnittverträglichkeit und natürlich seiner Dornen eine wichtige Pflanze der Grenzhecken, die Felder, Wiesen, Wege und Grundstücke voneinander trennten. Davon ist nicht viel geblieben (siehe oben – „Der Weißdorn in Mitteleuropa – mitteleuropäische Arten“).
Der Eingriffelige Weißdorn ist auch als Veredelungs-Unterlage für Birnen, Quitten und Mispeln geeignet; da er aber für Feuerbrand anfällig ist, sind viele Baumschulen von ihm abgekommen.

### Verwendung in der Medizin (Phytotherapie)
Als Heilmittel wird Weißdorn im europäischen Kulturraum erstmals im 1. Jahrhundert nach Christus von Pedanios Dioscurides erwähnt. Die Verwendung von Weißdorn ist auch Bestandteil anderer Medizinsysteme wie etwa der Traditionellen Chinesischen Medizin; auch von indigenen Völkern in Amerika ist bekannt, dass sie Weißdorn verwenden.
In der Pflanzenheilkunde (Phytotherapie) werden verwendet:
- Die ganzen oder geschnittenen Blüten tragenden Zweige (crataegi folium cum flore)
- Die Scheinfrüchte (crataegi fructus)

Inhaltsstoffe sind oligomere Procyanidine (OPC), glykosidische Flavone wie Vitexin und Vitexin-Rhamnosid sowie glykosidische Flavonole wie Rutin und Hyperosid; außerdem finden sich mit einem Gehalt von 0,5 bis 1 % Gerbstoffe.
Haupt-Indikation ist die chronische Myokardinsuffizienz mit daraus resultierendem zu niedrigem Blutdruck in den Stadien I und II nach Definition der New York Heart Association (NYHA). Volkstümlich finden Weißdorn-Blätter mit Blüten aber auch breitere Anwendung – zum Beispiel bei Nervosität. Die vom Ausschuss für pflanzliche Arzneimittel der europäischen Arzneimittelagentur erstellte Monografie umfasst die Verwendung von Weißdornblätter- und Blütenzubereitungen zur Linderung von Symptomen vorübergehender nervöser Herzbeschwerden, leichten Symptomen von psychischem Stress und zur Unterstützung des Schlafes aufgrund langjähriger Verwendung („traditionelle Verwendung“).
Zweigriffeliger und Eingriffeliger Weißdorn steigern einerseits die Kontraktionskraft des Herzens, man spricht hier von einem positiv inotropen Effekt, andererseits erweitern diese Weißdornarten die Gefäße, insbesondere Herzkranzgefäße, und verbessern so die Sauerstoffversorgung des Herzmuskels. Viele Herzerkrankungen sind auf einen Sauerstoffmangel des Herzmuskels zurückzuführen. Insbesondere Angina pectoris und der Herzinfarkt gelten als Durchblutungsstörungen des Herzmuskels. Die Wirkung ist also einerseits teilweise mit Digitalis (positiv inotrop), andererseits mit einem ACE-Hemmer (gefäßerweiternd und darum durchblutungsfördernd) vergleichbar, allerdings über völlig andere Wirkmechanismen und bei anscheinend viel besserer Verträglichkeit, da die unerwünschten Wirkungen (u. a. Kumulierung) der Herzglykoside entfallen.
Die Wirkung beruht hauptsächlich auf oligomeren Proanthocyanidinen (OPC) und tritt im Vergleich zu anderen herzwirksamen Substanzen verzögert ein. Zur Herstellung werden die Enden der Zweige mit den Blüten und Blättern abgeschnitten und getrocknet, um daraus Fertigpräparate oder Tee herzustellen. Das auf Weißdornfrüchte-Extrakt beruhende Präparat Korodin ist zugelassen zur Behandlung von hypotonen und orthostatischen Kreislaufregulationsstörungen. Der Weißdorn wurde im Jahre 1990 zur Heilpflanze des Jahres gekürt und war 2019 Arzneipflanze des Jahres.
In der Homöopathie wird Crataegus gelegentlich bei Herzinsuffizienz und Pulsunregelmäßigkeit mit Schmerz unter dem linken Schlüsselbein, brennendem Ausschlag und Verschlimmerung durch Wärme verwendet.

## Mythologie

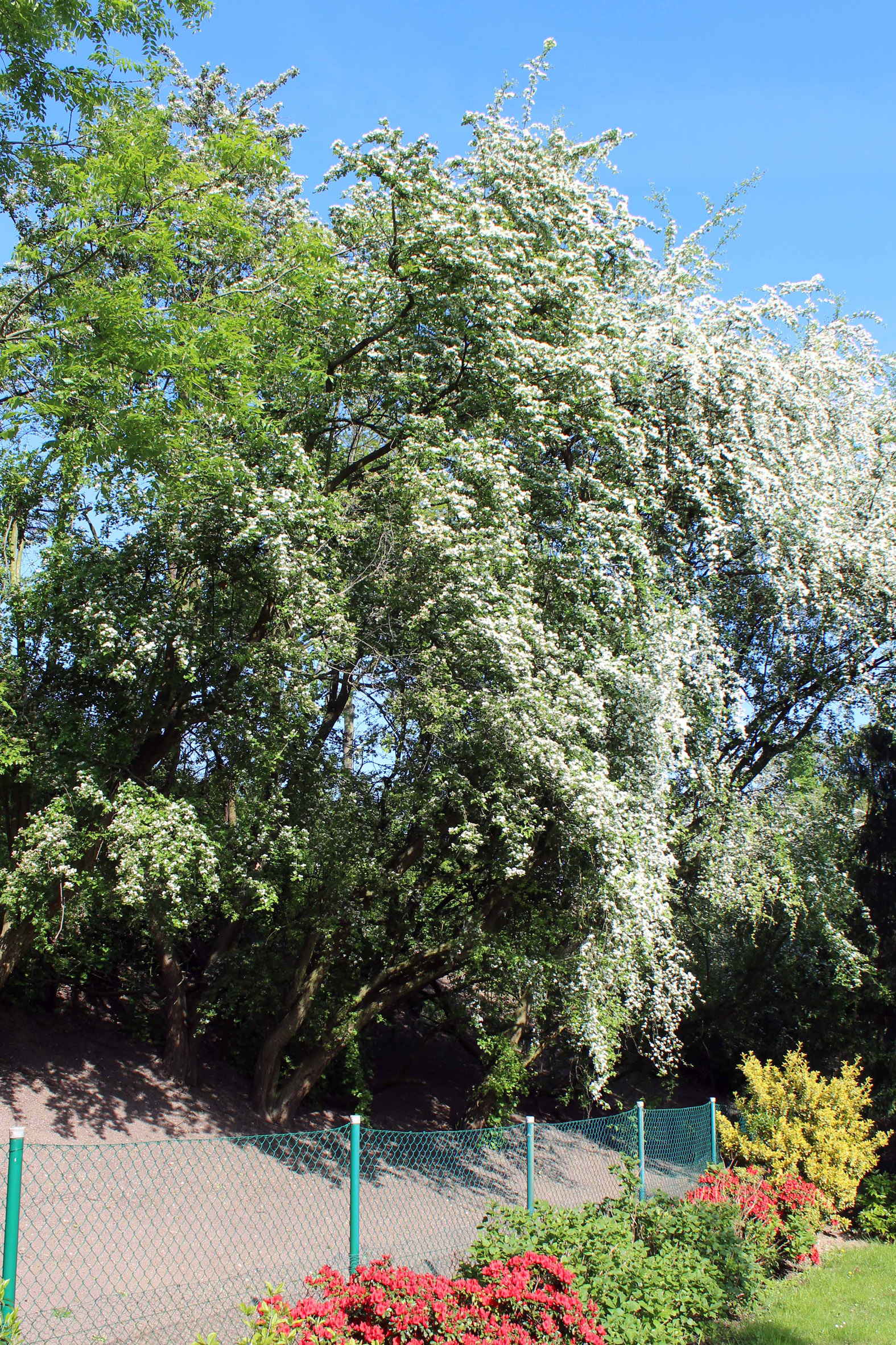
Weißdorn-Bäume umgrenzen ein Garten-Grundstück. Der Sage nach sind die Pflanzen Wohnort der Elfen und wehren böse Geister ab.

Vom Weißdorn sind vielerlei mythische und rituelle Bedeutungen aus unterschiedlichen Epochen überliefert. Die verschiedenen Namen resultieren aus seiner Verwendung als Heckenpflanze zur Abgrenzung von Grundstücken und aus seiner Kraft, böse Geister abzuwehren oder vor Verhexung zu schützen.
In der römischen Antike war er dem Ianus heilig. Ein in das Fenster gestellter Zweig des Weißdorns schützte Kinder vor den nächtlichen Strigen.
Außerdem gilt er als Wohnung der Elfen, weshalb man in Deutschland zu früheren Zeiten Stofffetzen und Haar in die Äste des Weißdorn flocht, da das die Elfen veranlassen sollte, gute Taten am Spender zu vollbringen. Kinderwiegen aus Weißdorn sollen verhindern, dass Kinder von bösen Feen ausgetauscht werden.
In der Ballade Lenore von Gottfried August Bürger heißt es in Strophe 15 und 16:
„Wir satteln nur um Mitternacht.
Weit ritt ich her von Böhmen:
Ich habe spät mich aufgemacht
und will dich mit mir nehmen!“ –
„Ach, Wilhelm, erst herein geschwind!
Den Hagedorn durchsaust der Wind,
herein, in meinen Armen,
Herzliebster, zu erwarmen!“
„Laß sausen durch den Hagedorn,
laß sausen, Kind, laß sausen!
Der Rappe scharrt, es klirrt der Sporn;
ich darf allhier nicht hausen.
Komm, schürze, spring und schwinge dich
auf meinen Rappen hinter mich!
Muß heut noch hundert Meilen
mit dir ins Brautbett eilen.“
In Richard Wagners Götterdämmerung heißt es in Akt 2, Szene 3:
„Groß Glück und Heil lacht nun dem Rhein,
da Hagen, der Grimme, so lustig mag sein!
Der Hagedorn sticht nun nicht mehr;
zum Hochzeitsrufer ward er bestellt.“
Bertolt Brecht dichtete in der Dreigroschenoper (3. Akt, „Lied aus der Gruft“):
„Nun hört die Stimme, die um Mitleid ruft
Macheath liegt hier nicht unter’m Hagedorn
nicht unter Buchen, nein, in einer Gruft
hierher verschlug ihn des Geschickes Zorn“
Von Wilhelm Raabe gibt es eine Ballade Der Hagedorn.

Auch in Marcel Prousts Auf der Suche nach der verlorenen Zeit spielen der Weißdorn und seine Blüte eine bedeutende Rolle: „Aber ich mochte mich noch so lange vor dem Weißdorn aufhalten, ihn riechen, in meinen Gedanken, die nichts damit anzufangen wußten, seinen unsichtbaren, unveränderlichen Duft mir vorstellen …“ Die Blütenfülle und ihr „süß-bitterer Mandelgeruch“ stehen leitmotivisch für Kindheitserinnerungen des Erzählers und versetzen ihn in diese Zeiten zurück.

## Artenliste
Die folgende Artenliste der Gattung der Weißdorne führt bewusst neben den botanischen Namen die Autorennamen mit auf. Das ist wichtig, denn bei der Formenvielfalt sowie den vielen Kreuzungen in dieser Gattung ist diese Zusatzinformation essenziell. So sind viele Namen mehrfach vergeben worden – beispielsweise Crataegus oxyacantha [L. / auct. (non L.) / (Poir.) D. C. / Jacq. / Gand.] und Crataegus sanguinea [J. G. Cooper / Pall. / Schrad. / Torr. & A. Gray]; gültig ist stets nur noch einer. Bei Nennungen ohne Autorennamen kann aber nicht davon ausgegangen werden, dass die gültig so benannte Art gemeint ist. So steht zum Beispiel in der populärwissenschaftlichen Literatur der botanische Name Crataegus oxyacantha meist fälschlicherweise für den Zweigriffeligen Weißdorn, tatsächlich aber verbirgt sich hinter diesem Namen das Basionym des Großfrüchtigen Weißdorns.
Die folgende Artenliste ist notwendigerweise unvollständig; das Verbreitungsgebiet der einzelnen Arten ist, wie folgt, grob dargestellt:
- <As> – Asien
- <Af> – Nordafrika
- <E>  – Europa
- <NA> – Nordamerika

Systematik der Weißdorne
- Crataegus aemula Beadle
- Sommer-Weißdorn (Crataegus aestivalis (Walter) Torr. & A.Gray)
- (Crataegus alemanniensis Cinovskis – siehe Crataegus monogyna Jacq.)
- Crataegus alma Beadle
- Crataegus ×almaatensis Pojark.
- Altai-Weißdorn (Crataegus altaica (Loudon) Lange)
- Zweifelhafter Weißdorn (Crataegus ambigua C.A.Mey. ex A.K.Becker)
- Crataegus ambitiosa Sarg.
- Crataegus anamesa Sarg.
- Crataegus ancisa Beadle
- Crataegus annosa Beadle
- Crataegus anomala Sarg. (pro sp.)
- (Crataegus apiifolia Medik. – siehe Crataegus monogyna Jacq.)
- (Crataegus apiifolia Michx. – siehe Crataegus marshallii Egglest.)
- Crataegus apiomorpha Sarg.
- Crataegus aprica Beadle
- (Crataegus araneosa R. Doll – siehe Crataegus subsphaericea Gand. domicensis (Hrabětová) K.I.Chr.)
- Crataegus arborea Beadle
- Crataegus arborescens Ell.
- Crataegus arcana Beadle
- Arkansas-Weißdorn (Crataegus arkansana Sarg.)
- (Crataegus arnoldiana Sarg. – siehe Crataegus mollis (Torr. & A.Gray) Scheele)
- Crataegus arrogans Beadle
- Crataegus ashei Beadle
- Crataegus ater Ashe
- Crataegus aurantia Pojark.
- Crataegus austromoravica Hrabětová
- Crataegus austromontana Beadle
- Welsche Mispel (Crataegus azarolus L.)
- Crataegus baroussana Eggl.
- Crataegus beadlii Ashe
- Crataegus beata Sarg.
- Crataegus berberifolia Torr. & A.Gray <NA>
- (C. bergiana R.Doll – siehe Crataegus subsphaericea Gand. domicensis (Hrabětová) K.I.Chr.)
- Crataegus biltmoreana Beadle
- Crataegus bona Sarg.
- (Crataegus borealoides R.Doll – siehe Crataegus monogyna Jacq.)
- Crataegus boyntonii Beadle <NA>
- Crataegus brachyacantha Sarg. & Engelm. <NA>
- Crataegus brainerdii Sarg.
- (Crataegus brandenii R. Doll – siehe Crataegus macrocarpa Hegetschw. hadensis (Hrabětová) K.I.Chr.)
- Crataegus brazoria Sarg.
- Crataegus brevipes Peck (pro sp.)
- Crataegus bullatus Boiss.
- (Crataegus calciphila Hrabětová – siehe Crataegus macrocarpa Hegetschw. hadensis (Hrabětová) K.I.Chr.)
- Crataegus calpodendron (Ehrh.) Medik.
- (Crataegus calycina Peterm. – siehe Crataegus rhipidophylla Gand. und Crataegus macrocarpa Hegetschw.)
  - (Crataegus calycina Peterm. curvisepala (Lindm.) Franco – siehe Crataegus rhipidophylla Gand. rhipidophylla)
- Crataegus canbyi Sarg.
- Crataegus carrollensis Sarg.
- Crataegus castlegarensis Phipps & O’Kennon
- Crataegus caucasica K.Koch
- Crataegus champlainensis Sarg.
- Crataegus chlorocarpa Lenne & K.Koch
- Crataegus chlorosarca Maxim.
  - Crataegus chlorosarca Maxim. atrocarpa (E.L.Wolf) Cinovskis
- Rundblättriger Weißdorn (Crataegus chrysocarpa Ashe)
  - Crataegus chrysocarpa Ashe aboriginum
  - Crataegus chrysocarpa Ashe chrysocarpa
  - Crataegus chrysocarpa Ashe piperi (Britt.) Kruschke
- Crataegus chungtienensis W.W.Smith <AS>
- (Crataegus coccinea L. – siehe Crataegus pedicellata Sarg.)
- Crataegus coccinioides Ashe
- Crataegus coleae Sarg.
- Crataegus collina Chapm.
- (Crataegus columbiana auct. – siehe Crataegus. chrysocarpa var. piperi (Britton) Kruschke)
- Crataegus compacta Sarg.
- Crataegus compta Sarg.
- Crataegus condigna Beadle
- Crataegus consanguinea Beadle
- Crataegus contrita Beadle
- Crataegus corusca Sarg.
- Hahnensporn-Weißdorn (Crataegus crus-galli L.) <NA>
- Japanischer Weißdorn (Crataegus cuneata Siebold & Zucc.) <As>
  - Crataegus cuneata Siebold & Zucc. cuneata
  - Crataegus cuneata Siebold & Zucc. tangchungchangii
- Crataegus cupulifera Sarg.
- (Crataegus curcina R.Doll – siehe Crataegus subsphaericea Gand. subsphaericea)
- (Crataegus curvisepala Lindm. – siehe Crataegus rhipidophylla Gand. und C. subsphaericea Gand.)
  - (Crataegus curvisepala Lindm. curvisepala – siehe Crataegus rhipidophylla Gand. rhipidophylla)
  - (Crataegus curvisepala Lindm. lindmanii (Hrabětová) Byatt – siehe Crataegus rhipidophylla Gand. lindmanii (Hrabětová) K.I.Chr.)
- (Crataegus curvisepaloides R. Doll – siehe Crataegus monogyna Jacq.)
- (Crataegus dabelowa R.Doll siehe Crataegus subsphaericea Gand. domicensis (Hrabětová) K.I.Chr.)
- Crataegus dahurica Koehne ex C.K.Schneid.
  - Crataegusdahurica Koehne ex C.K.Schneid. var. dahurica
  - Crataegus dahurica Koehne ex C.K.Schneid. var. laevicalyx
- Crataegus dallasiana Sarg.
- Crataegus desueta Sarg.
- Crataegus diffusa Sarg.
- Crataegusdikmensis Pojark.
- Crataegus dilatata Sarg.
- Crataegus dispar Beadle
- Crataegus disperma Ashe
- Crataegus dispessa Ashe
- Crataegus dissona Sarg.
- Crataegus distincta Kruschke
- Crataegus dodgei Ashe
  - Crataegus dodgei Ashe var. dodgei
  - Crataegus dodgei Ashe var. flavida
- (Crataegus domicensis Hrabětová – siehe Crataegus subsphaericea Gand. domicensis (Hrabětová) K.I.Chr.)
- Oregon-Weißdorn (Crataegus douglasii Lindl.)
- Crataegus dsungarica Zabel ex Lange
- Crataegus dunbarii Sarg.
- (Crataegus dunensis Cinovskis – siehe Crataegus rhipidophylla Gand. lindmanii (Hrabětová) K.I.Chr.)
- Crataegus × durobrivensis Sarg.
- Crataegus ellwangeriana Sarg.
- Crataegus enderbyensis
- Crataegus engelmannii Sarg.
- (Crataegus eremitagensis Raunk. – siehe Crataegus macrocarpa Hegetschw. macrocarpa)
- Crataegus erythrocarpa Ashe
- Crataegus erythropoda Ashe
- Crataegus exilis Beadle
- Crataegus extraria Beadle
- (Crataegus fallacina Klokov – siehe Crataegus subsphaericea Gand. subsphaericea)
- (Crataegus feldbergii R.Doll – siehe Crataegus subsphaericea Gand. subsphaericea)
- Crataegus flabellata (Spach) Kirchn.
- Gelbfrüchtiger Weißdorn (Crataegus flava Ait.)
- Crataegus flavida Sarg.
- Crataegus fluviatilis Sarg.
- Crataegus fontanesiana Steud.
- Crataegus fragilis Beadle
- Crataegus fulleriana Sarg.
- Crataegus furtiva Beadle
- Crataegus glareosa Ashe
- (Crataegus glauca R.Doll – siehe Crataegus subsphaericea Gand. subsphaericea)
- Crataegus grandis Ashe
- Crataegus greggiana Eggl.
- Crataegus grignonensis Mouill.
- Crataegus haemacarpa Ashe (pro sp.)
- Crataegus harbisonii Beadle
- Crataegus harveyana Sarg.
- Crataegus heldreichii Boiss. <E>
- (Crataegus helvetica W.Koch – siehe Crataegus laevigata (Poir.) D.C.)
- Crataegus helvina Ashe
- Crataegus henryi Dunn – siehe Crataegus scabrifolia (Franch.) Rehder
- (Crataegus heterodonta Pojark. – siehe Crataegus subsphaericea Gand.)
- Verschiedenblättriger Weißdorn (Crataegus heterophylla Steven)
- Crataegus hissarica Pojark.
- Crataegus holmesiana Ashe
- Crataegus hudsonica Sarg. (pro sp.)
- Crataegus hupehensis Sarg. <As>
- Crataegus ideae Sarg.
- Crataegus ignave Beadle
- Crataegus illinoensis Ashe
- Crataegus immanis Ashe (pro sp.)
- Crataegus impar Beadle
- Crataegus inanis Beadle
- Crataegus incaedua Sarg. (pro sp.)
- Crataegus indicens Ashe
- Crataegus induta Sarg. <NA>
- Crataegus insidiosa Beadle
- Crataegus integra Beadle
- (Crataegus integerrima R.Doll – siehe Crataegus monogyna Jacq.)
- (Crataegus intricata Lange – siehe Crataegus pedicellata Sarg.)
- Crataegus invicta Beadle
- Crataegus iracunda Beadle
- Crataegus irrasa Sarg.
- (Crataegus intermedia Philipp Johann Ferdinand Schur – siehe Crataegus monogyna Jacq.)
- Crataegus jackii Sarg.
- Crataegus jesupii Sarg.
- Crataegus jonesiae Sarg.
- Crataegus kansuensis E.H.Wilson <As>
- (Crataegus kaussmanniana R.Doll – siehe Crataegus media Bechst.)
- Crataegus kelloggii Sarg.
- Crataegus kennedyi Sarg. (pro sp.)
- Crataegus knieskerniana Sarg.
- (Crataegus krima R.Doll siehe Crataegus monogyna Jacq.)
- (Crataegus krumbholzii R.Doll – siehe Crataegus monogyna Jacq.)
- (Crataegus kyrtostyla Fingerh. ex Schltdl. – siehe Crataegus monogyna Jacq.)
- (Crataegus kyrtostyla auct. K.I.Chr. non Fingerh. – siehe Crataegus subsphaericea Gand.)
  - (Crataegus kyrtostyla auct. K.I.Chr. non Fingerh. domicensis (Hrabětová) K.I.Chr. – siehe Crataegus subsphaericea Gand. domicensis (Hrabětová) K.I.Chr.)
  - (Crataegus kyrtostyla auct. K.I.Chr. non Fingerh. kyrtostyla auct. – siehe Crataegus subsphaericea Gand. subsphaericea)
- (Crataegus laciniata – siehe Crataegus orientalis)
- Crataegus lacrimata Small
- Zweigriffeliger Weißdorn (Crataegus laevigata (Poir.) D. C.) <E>
  - Crataegus laevigata (Poir.) D.C. carnoviensis (Hrabětová) Dostál
  - Crataegus laevigata (Poir.) D.C. ellipticifolia (Cinovskis) Cinovskis
  - Crataegus laevigata (Poir.) D.C. laevigata
  - Crataegus laevigata (Poir.) D.C. nemorensis (Hrabětová) Dostál
  - Palmstruchs Weißdorn (Crataegus  laevigata (Poir.) D.C. palmstruchii (Lindm.) Franco)
  - Crataegus laevigata (Poir.) D.C. walokochiana (Hrabětová) Holub
- Crataegus lanata Beadle
- Crataegus laneyi Sarg. (pro sp.)
- Crataegus lanuginosa Sarg.
- Crataegus lassa Beadle
- Crataegus latebrosa Sarg.
- Crataegus × lauta Sarg.
- Lederblättriger Weißdorn (Crataegus ×lavallei) Herincq ex Lavallee
- Crataegus lemingtonensis Sarg.
- Crataegus lettermanii Sarg. (pro sp.)
- Crataegus limata Beadle
- Crataegus limnophila Sarg.
- (Crataegus lindmanii Hrabětová – siehe Crataegus rhipidophylla Gand. lindmanii (Hrabětová) K.I.Chr.)
- Crataegus lucorum Sarg.
- Crataegus lumaria Ashe
- (Crataegus luzinii R.Doll siehe Crataegus  subsphaericea Gand. domicensis (Hrabětová) K.I.Chr.)
- Crataegus mackenzii Sarg.
- Crataegus macracantha Lodd. ex Loudon
- Großfrüchtiger Weißdorn (Crataegus macrocarpa Hegetschw.) <E>
  - (Crataegus macrocarpa Hegetschw. calciphila (Hrabetova) Hrabetova siehe Crataegus  macrocarpa Hegetschw. hadensis (Hrabětová) K. I. Chr.)
  - Gekrönter Großfrüchtiger Weißdorn (Crataegus macrocarpa Hegetschw. hadensis (Hrabětová) K.I.Chr.)
  - Crataegus macrocarpa Hegetschw. macrocarpa
- Crataegus macrosperma Ashe
- Crataegus maligna Sarg. (pro sp.)
- Crataegus margaretta Ashe
- Crataegus margarettiae Ashe
- Crataegus marshallii Egglest. <NA>
- Crataegus maximowiczii C.K.Schneid.
- (Crataegus mechowa R.Doll – siehe Crataegus media Bechst.)
- Mittlerer Weißdorn (Crataegus media Bechst.) <E>
- (Crataegus media Sarg.)
  - Crataegus media Bechst. intermixta (Wenz.) Cinovskis
  - Crataegus media Bechst. sicula (Koch) K. I. Chr.
- Crataegus membranacea Sarg.
- Crataegus menandiana Sarg.
- Crataegus mendosa Beadle
- Crataegus mercerensis Sarg.
- Crataegus meridionalis Sarg.
- Crataegus mexicana D.C. <NA>, Tejocote, eine saure Frucht
- Crataegus meyeri Pojark.
- Crataegus microphylla K.Koch
- Crataegus mikulcicensis Hrabětová
- Crataegus mira Beadle
- Crataegus missouriensis Ashe
- Crataegus mollis Scheele <NA>
- Eingriffeliger Weißdorn (Crataegus monogyna Jacq.) <E> <Af> <As>
  - Crataegus monogyna Jacq. intermedia (Schur) Hegi
  - Crataegus monogyna Jacq. lasiocarpa (Lange) K.I.Chr.
  - Crataegus monogyna Jacq. monogyna
  - Nördlicher Weißdorn (Crataegus monogyna Jacq. nordica Franco)
- (Crataegusmonoli R.Doll – siehe Crataegus subsphaericea Gand. subsphaericea)
- Crataegus mordenensis Boom
- Crataegus multiflora Bunge
- Crataegus munda Beadle
- Crataegus nananixonii Phipps & O’Kennon
- (Crataegus nigra Pall. ex Steud.)
- Ungarischer Weißdorn (Crataegus nigra Waldst. & Kit.)
- Crataegus nitida (Engelm.) Sarg. <NA>
- Crataegus nitidula Sarg.
- Crataegus notha Sarg.
- Crataegus nuda Sarg.
- Crataegus okanaganensis Phipps & O’Kennon
- Crataegus okennonii Phipps
- Crataegus oliveriana Bosc ex D.C.
- Crataegus opaca Hook. & Arn.
- Crataegus opulens Sarg.
- Crataegus oresbia W.W.Sm.
- Crataegus orientalis Pall. ex M.Bieb.
- (Crataegus orientobaltica Cinovskis – siehe Crataegus monogyna Jacq.)
- (Crataegus ovalis Kit. ex Kanitz – siehe Crataegus macrocarpa Hegetschw. macrocarpa)
- Crataegus ovata Sarg.
- (Crataegus oxyacantha L. – siehe Crataegus macrocarpa Hegetschw.)
- (Crataegus oxyacantha auct. non L. – siehe u. a. Crataegus laevigata (Poir.) D.C., C. monogyna Jacq. und Crataegus rhipidophylla Gand.)
- (Crataegus oxycanthoides R.Doll non Thuill. – siehe Crataegus media Bechst.)
- (Crataegus oxycanthoides Thuill. – siehe Crataegus laevigata (Poir.) D.C.)
- (Crataegus palmstruchii – siehe Crataegus laevigata (Poir.) D. C. palmstruchii (Lindm.) Franco)
- Crataegus paludosa Sarg.
- Crataegus panda Beadle
- Crataegus pearsonii Ashe
- Crataegus peckietta Sarg. (pro sp.)
- Scharlach-Weißdorn (Crataegus pedicellata Sarg.) <NA>
- Crataegus penita Beadle
- Crataegus pennsylvanica Ashe
- Crataegus pentagyna Waldst. & Kit. ex Willd. <E>
- Crataegus pequotorum Sarg.
- Crataegus peregrina Sarg.
- Crataegus perjucunda Sarg.
- Crataegus persimilis Sarg.
- (Crataegus petiolata R.Doll – siehe Crataegus media Bechst.)
- Washington-Weißdorn (Crataegus phaenopyrum (L. f.) Medik.) <NA>
- Crataegus phippsii O’Kennon
- Crataegus pilosa Sarg. (pro sp.)
- Crataegus pinetorum Beadle
- Chinesischer Weißdorn (Crataegus pinnatifida Bunge) <As>
  - Crataegus pinnatifida Bunge major N.E.Br.
  - Crataegus pinnatifida Bunge pinnatifida
  - Crataegus pinnatifida Bunge psilosa
- (Crataegus plagiosepala Pojark. – siehe Crataegus subsphaericea Gand. domicensis (Hrabetova) K.I.Chr.)
- Crataegus poliophylla Sarg.
- (Crataegus poloniensis Cinovskis – siehe Crataegus subsphaericea Gand.)
- Crataegus porrecta Ashe
- (Crataegus praemonticola Holub – siehe Crataegus rhipidophylla Gand. rhipidophylla)
- Crataegus pratensis Sarg.
- Crataegus pringlei Sarg.
- Crataegus prona Ashe
- Crataegus pruinosa (H.L.Wendl.) K.Koch <NA>
- (Crataegus prunifolia (Marshall Baumg. – siehe Aronia ×prunifolia (Marshall) Rehder); Crataegus prunifolia Pers. – siehe Crataegus persimilis Sarg.)
- (Crataegus pseudoalemanniensis R.Doll – siehe Crataegus subsphaericea Gand. domicensis (Hrabětová) K.I.Chr.)
- Crataegus pseudoheterophylla Pojark.
- (Crataegus pseudooxyacantha Cinovskis – siehe Crataegus macrocarpa Hegetschw. macrocarpa)
- Crataegus puberis Sarg. (pro sp.)
- Mexikanischer Weißdorn (Crataegus pubescens)
- Crataegus pulcherrima Ashe
- Punktierter Weißdorn (Crataegus punctata Jacq.)
- Crataegus puntamiana
- Crataegus putata Sarg.
- (Crataegus pyricarpa R.Doll – siehe Crataegus macrocarpa Hegetschw. macrocarpa)
- (Crataegus raavadensis Raunk. – siehe Crataegus subsphaericea Gand. subsphaericea)
- Crataegus ravida Ashe
- Crataegus remotiloba
- Crataegus remotilobata Raikova ex Popov
- Crataegus resima Beadle
- Crataegus reverchonii Sarg.
- Großkelchiger Weißdorn (Crataegus rhipidophylla Gand.) <E>
  - Lindmans Weißdorn (Crataegus rhipidophylla Gand. lindmanii (Hrabětová) K.I.Chr.)
  - Crataegus rhipidophylla Gand. rhipidophylla
- Crataegus rhodella Ashe
- Crataegus rigens Beadle
- Crataegus rivularis Nutt.
- (Crataegusrosaceae R.Doll – siehe Crataegus media Bechst.)
- (Crataegus rosiformis Janka – siehe Crataegus rhipidophylla Gand.)
  - (Crataegus rosiformis Janka lindmanii (Hrabětová) K.I.Chr. – siehe Crataegus rhipidophylla Gand. lindmanii (Hrabětová) K.I.Chr.)
  - (Crataegus rosiformis Janka rosiformis siehe Crataegus rhipidophylla Gand. rhipidophylla)
- (Crataegus rotundifolia Lam., nom. illeg. – siehe Gewöhnliche Felsenbirne, Amelanchier ovalis Medik.)
- Crataegus rubrocarnea Sarg. (pro sp.)
- Crataegus rufula Sarg.
- Crataegus russanovii Cinovskis
- Crataegus saligna Greene <NA>
- (Crataegus sanguinea J.G.Cooper – siehe Crataegus douglasii Lindl.)
- Crataegus sanguinea Pall.
  - Crataegus sanguinea Pall. chlorocarpa (K.Koch) Cinovskis
  - Crataegus sanguinea Pall. sanguinea
- (Crataegus sanguinea Schrad. – siehe Crataegus orientalis Pall. ex M. Bieb.)
- (Crataegus sanguinea Torr. & A.Gray – siehe Crataegus pedicellata)
- Crataegus sargentii Beadle
- Crataegus scabrida Sarg.
- Crataegus scabrifolia (Franch.) Rehder
- Crataegus schraderana <E>
- (Crataegus schraderiana Ledeb. – siehe Crataegus ×tournefortii Griseb.)
- Crataegus schuettei Ashe
- (Crataegus schumacheri Raunk. – siehe Crataegus macrocarpa Hegetschw. macrocarpa)
- Crataegus shaferi Sarg.
- Crataegus shandongensis F.Z.Li & W.D.Peng <As>
- Crataegus shensiensis Pojark. <As>
- (Crataegus sicula K.Koch – siehe Crataegus media Bechst. sicula (Koch) K.I.Chr.)
- Crataegus simulata Sarg.
- Crataegus songarica K.Koch
- Crataegus sphaenophylla Pojark.
- Crataegus spathulata Michx. <NA>
- Crataegus spatiosa Sarg.
- (Crataegus spicata Lam. – siehe Ährige Felsenbirne, Amelanchier spicata (Lam.) K.Koch)
- Crataegus spissa Sarg.
- Crataegus stenosepala Sarg.
- (Crataegus stipulacea – siehe Crataegus pubescens)
- (Crataegus subborealis Cinovskis siehe Crataegus monogyna Jacq.)
- Crataegus submollis Sarg. <NA>
- Crataegus suborbiculata Sarg.
- Verschiedenzähniger Weißdorn (Crataegus subsphaericea Gand.)
  - Crataegus subsphaericea ssp. domicensis (Hrabětová) K.I.Chr.
  - Crataegus subsphaericea Gand. subsp. subsphaericea
- Crataegus succulenta Schrad. ex Link
- Crataegus suksdorfii (Sarg.) Kruschke
- Crataegus sutherlandensis Sarg.
- Crataegus sylvestris auct.
- Crataegus tanacetifolia (Poir.) Pers.
- Crataegus tanuphylla Sarg.
- Crataegus tenax Ashe
- Crataegus texana Buckland
- Crataegus thermopegaea Palmer
- Crataegus tinctoria Ashe
- Crataegus tracyi Ashe ex Eggl.
- Crataegus triflora Chapm.
- Crataegus tristis Beadle
- Crataegus turnerorum Enquist
- Crataegus uniflora Münchh.
- Crataegus uvaldensis Sarg.
- Crataegus vailiae Britt.
- Crataegus valida Beadle
- Crataegus versuta Beadle
- Crataegus viburnifolia Sarg.
- Grüner Weißdorn (Crataegus viridis L.)
  - Crataegus viridis L. desertorum (Sarg.) Keeney & Enquist
  - Crataegus viridis L. viridis
- Crataegus vulsa Beadle
- (Crataegus walokochiana (Hrabětová) Soó – siehe Crataegus laevigata (Poir.) D.C.)
- Crataegus warneri Sarg.
- Crataegus wattiana Hemsl. & Lace
- Crataegus websteri Sarg.
- (Crataegus werdana R.Doll – siehe Crataegus subsphaericea Gand. domicensis (Hrabětová) K.I.Chr.)
- Crataegus whittakeri Sarg.
- Crataegus williamsii Eggl.
- Crataegus wilsonii Sarg.
- Crataegus wootoniana Eggl.
- Crataegus xanthophylla Sarg.